# Arquidiocese de Liubliana
A Arquidiocese de Liubliana (Archidiœcesis Labacensis) é uma circunscrição eclesiástica da Igreja Católica situada em Liubliana, Eslovênia. Seu atual arcebispo é Stanislav Zore, O.F.M.. Sua Sé é a Catedral de São Nicolau de Luibliana.
Possui 234 paróquias servidas por 392 padres, abrangendo uma população de 796 589 habitantes, com 68,4% da dessa população jurisdicionada batizada (545 012 católicos).

## História
Na era romana, há relatos de uma Diocese de Æmona, provavelmente erigida em 380, do qual se sabe a existência do bispo Máximo de Emona, santo que em 381 assistiu ao Concílio de Aquileia e morreu em 396. Essa diocese teria sido suprimida e dado lugar à Sé de Novigrad no século VI.
A Diocese de Laibach foi erigida em 6 de dezembro de 1461. Originalmente era sufragânea do Patriarcado de Aquileia, mas a subordinação do bispo de Ljubljana ao metropolita de Aquileia, prevista pela bula de fundação do imperador Frederico III, não foi respeitada. Os bispos de Liubliana nunca foram confirmados pelo patriarca de Aquileia, mas sempre pelo papa. O Papa Pio II confirmou a ereção da diocese em 9 de setembro de 1462.
Em 8 de março de 1788, foi elevada à categoria de arquidiocese metropolitana com a bula In universa gregis do Papa Pio VI, mas em 19 de agosto de 1807 foi rebaixada para uma diocese imediatamente sujeita à Santa Sé com a bula Quædam tenebrosa do Papa Pio VII.
Em 27 de julho de 1830, como resultado da bula Insuper eminenti do Papa Pio VIII, ela se tornou sufragânea da Arquidiocese de Gorizia e Gradisca.
Em 20 de fevereiro de 1932, após a bula Quo Christi fideles do Papa Pio XI, ele cedeu a paróquia de Fusine em Valromana à arquidiocese de Udine, os decanatos de Idria e Vipacco à arquidiocese de Gorizia e o decanato de Postumia à diocese de Trieste.
Em 22 de dezembro de 1961, foi novamente elevada à categoria de arquidiocese com a bula Quandoquidem do Papa João XXIII.
Em 22 de novembro de 1968, a arquidiocese voltou a ser uma sé metropolitana como resultado da bula Quisquis cum animo do Papa Paulo VI.
Entre 17 e 18 de maio de 1996 recebeu a visita apostólica do Papa João Paulo II.
Em 7 de abril de 2006, cedeu uma parte de seu território em benefício da ereção da Diocese de Novo Mesto.
Na mesma data, a diocese de Maribor, que era sufragânea de Liubliana, foi elevada a arquidiocese metropolitana.

## Prelados
- Sigmund von Lamberg † (1463 - 1488)
  - Sede vacante (1488-1494)
- Christophorus Rauber † (1494 - 1536)[11]
- Franz Kazianer † (1537 - 1543)
- Urban Textor † (1543 - 1558)
- Peter von Seebach † (1560 - 1571)
- Konrad Adam Glušič † (1571 - 1578)
  - Baltazar Radlič † (1579) (bispo eleito)
- Janez Tavčar † (1580 - 1597)
- Thomas Chrön (Tomaž Hren) † (1599 - 1630)
- Rinaldo Scarlicchio † (1630 - 1640)
- Otto Friedrich von Puchheim † (1641 - 1664)
- Giuseppe Antonio Rabatta † (1664 - 1683)
- Sigismund Christoph von Herberstein † (1683 - 1701)
- Franz Ferdinand von Kuenburg † (1701 - 1711)
- Franz Karl von Kaunitz-Rietberg † (1711 - 1717)
- Wilhelm von Leslie † (1718 - 1727)
- Sigismund Felix von Schrattenbach † (1727 - 1742)
- Ernst Amadeus Thomas von Attems † (1742 - 1757)
- Leopold Josef Hannibal Petazzi de Castel Nuovo † (1760 - 1772)
- Karl Johann von Herberstein † (1772 - 1787)
- Michael Léopold Brigido † (1788 - 1807)
- Anton Kautschitz † (1807 - 1814)
- Augustin Johann Joseph Gruber † (1815 - 1823)
- Anton Alois Wolf † (1824 - 1859)
- Bartholomäus Widmer (Jernej Vidmar) † (1860 - 1872)
  - Sede vacante (1872-1875)
- Johann Chrysostomos Pogacar (Janez Zlatoust Pogačar) † (1875 - 1884)
- Jakob Missia † (1884 - 1898)
- Anton Bonaventura Jeglič † (1898 - 1930)
- Gregorij Rožman † (1930 - 1959)
- Anton Vovk † (1959 - 1963)
- Jože Pogačnik † (1964 - 1980)
- Alojzij Šuštar † (1980 - 1997)
- Franc Rodé, C.M. (1997 - 2004)
- Alojzij Uran † (2004 - 2009)
- Anton Stres, C.M. (2009 - 2013)
  - Andrej Glavan (2013 - 2014) (administrador apostólico)
- Stanislav Zore, O.F.M. (desde 2014)